# 夜間頻尿
夜間頻尿（やかんひんにょう、英:nocturia）は、国際排泄機能学会（ICS）により「夜間に排尿のために1回以上起きなければならないという訴え」と定義されている。夜間頻尿に対応する英単語nocturiaは、ラテン語のnox（夜）とギリシャ語のούρα（尿）に由来する。夜間頻尿となっているすべての患者に治療が必要というわけではないが、一晩に2回から3回以上排尿のために目が覚めるというときには、夜間頻尿の治療を受けることが多い。

## 診断
夜間頻尿の診断には、患者の夜間尿量（NUV）を知ることが求められる。ICSでは、NUVを「眠るつもりでベッドに入り、起きるつもりで目覚めるまでの間に排泄した尿の総量」と定義している。したがって、NUVには、寝る前の最後の排泄は含まれず、尿意で目覚めた場合は朝一番の排泄が含まれることになる。また、患者の睡眠時間やその意図も診断に考慮される。
どの病気の患者であっても当てはまることであるのだが、その特定の患者にとって何が正常なのかを確立するために、問題に関する詳細な病歴が必要となる。夜間頻尿の主な診断方法は排尿膀胱日誌であり、この日誌に記録された情報に基づいて、医師は患者を全体的な多尿、夜間多尿、畜尿問題のいずれかに分類することができる。

## 原因

### 多尿
多尿とは、尿が過剰に又は異常に大量に分泌されたり、排泄されることである。多尿は通常、他の疾患の症状または徴候とされる一方、多尿そのものは疾患でない。ただし、多尿の根本的な原因が明らかでない場合、疾患として分類されることがある。

#### 全身性多尿
全身性多尿(global polyuria)では、睡眠時間に限らず、継続的に尿が過剰に分泌される。全身性多尿は、水分摂取量の増加に応じて発生し、尿量が40mL以上/kg/24時間と定義される。全身性多尿の一般的な原因は、糖尿病のような原発性口渇症である。

#### 夜間多尿
夜間多尿では、夜間の尿量は増加する一方、昼間の尿量はそれに応じて減少し、24時間尿量は正常である。24時間尿量が正常範囲内であれば、夜間多尿は夜間多尿指数（NPi）が正常24時間尿量の35％以上であると換算できる。夜間多尿指数NPiは、夜間尿量NUVを24時間尿量で割るだけで算出できる。

### 畜尿
人間の正常な膀胱貯蔵容量は人によって異なり、400～600mLとされている。畜尿障害では、少量の尿を排泄する頻度が増える要因がある。これらの要因は通常、膀胱の容量に影響を及ぼす下部尿路症状に関連する。夜間頻尿の症例には、全身性多尿でも夜間多尿でもない患者さんがいる。このような患者は、夜間排尿に影響を与える畜尿障害または睡眠障害を有している可能性が高い。

## 管理

### 生活習慣の改善
夜間頻尿については、行動を変化することで症状を管理することができる。
- カフェインやアルコールの摂取を控える。いずれも利尿作用がある。
- 飲物の摂取を調節する。特に就寝前3時間以上の水分摂取を避けることで、膀胱に蓄えられる水分が少なくなる。
- 足に水分がたまるのを防ぐため、着圧ストッキング、着圧タイツを一日中着用する。ただし、心不全やその他の禁忌がある場合には、この限りでない。